# Meridià 49 a l'est
El meridià 49 a l'est de Greenwich és una línia de longitud que s'estén des del pol Nord travessant l'oceà Àrtic, Europa, Turquia, Àfrica, l'oceà Índic, l'oceà Antàrtic i l'Antàrtida fins al pol Sud.
El meridià 49 a l'est forma un cercle màxim amb el meridià 131 a l'oest. Com tots els altres meridians, la seva longitud correspon a una semicircumferència terrestre, uns 20.003,932 km. Al nivell de l'Equador, és a una distància del meridià de Greenwich de 5.455 km.

## De Pol a Pol
Començant en el pol Nord i dirigint-se cap al pol Sud, aquest meridià travessa:
| Coordenades                             | País, territori o mar | Notes                                                 |
| --------------------------------------- | --------------------- | ----------------------------------------------------- |
| 90° 0′ N, 49° 0′ E / 90.000°N,49.000°E  | Oceà Àrtic            |                                                       |
| 80° 31′ N, 49° 0′ E / 80.517°N,49.000°E | Rússia                | Illa de Terra d'Alexandra, Terra de Francesc Josep    |
| 80° 22′ N, 49° 0′ E / 80.367°N,49.000°E | Mar de Barents        | Canal de Nightingale                                  |
| 80° 12′ N, 49° 0′ E / 80.200°N,49.000°E | Rússia                | Illa de Zemlya Georga, Terra de Francesc Josep        |
| 80° 10′ N, 49° 0′ E / 80.167°N,49.000°E | Mar de Barents        |                                                       |
| 69° 30′ N, 49° 0′ E / 69.500°N,49.000°E | Rússia                | Illa Kolgúiev                                         |
| 68° 44′ N, 49° 0′ E / 68.733°N,49.000°E | Mar de Barents        |                                                       |
| 67° 50′ N, 49° 0′ E / 67.833°N,49.000°E | Rússia                | Passa a l'oest de Kazan                               |
| 50° 43′ N, 49° 0′ E / 50.717°N,49.000°E | Kazakhstan            |                                                       |
| 46° 25′ N, 49° 0′ E / 46.417°N,49.000°E | Rússia                |                                                       |
| 46° 8′ N, 49° 0′ E / 46.133°N,49.000°E  | Mar Càspia            |                                                       |
| 41° 27′ N, 49° 0′ E / 41.450°N,49.000°E | Azerbaidjan           |                                                       |
| 39° 11′ N, 49° 0′ E / 39.183°N,49.000°E | Mar Càspia            |                                                       |
| 37° 44′ N, 49° 0′ E / 37.733°N,49.000°E | Iran                  |                                                       |
| 30° 20′ N, 49° 0′ E / 30.333°N,49.000°E | Golf Pèrsic           |                                                       |
| 27° 36′ N, 49° 0′ E / 27.600°N,49.000°E | Aràbia Saudita        |                                                       |
| 18° 29′ N, 49° 0′ E / 18.483°N,49.000°E | Iemen                 |                                                       |
| 14° 19′ N, 49° 0′ E / 14.317°N,49.000°E | Oceà Índic            | Golf d'Aden                                           |
| 11° 15′ N, 49° 0′ E / 11.250°N,49.000°E | Somàlia               |                                                       |
| 6° 4′ N, 49° 0′ E / 6.067°N,49.000°E    | Oceà Índic            |                                                       |
| 12° 19′ S, 49° 0′ E / 12.317°S,49.000°E | Madagascar            |                                                       |
| 19° 14′ S, 49° 0′ E / 19.233°S,49.000°E | Oceà Índic            |                                                       |
| 60° 0′ S, 49° 0′ E / 60.000°S,49.000°E  | Oceà Antàrtic         | Passa a l'est de l'illa White, Antàrtida              |
| 66° 54′ S, 49° 0′ E / 66.900°S,49.000°E | Antàrtida             | Territori Antàrtic Australià, reclamada per Austràlia |